# Estavudina
Estavudina é um fármaco antiviral análogo da timidina, ativo contra HIV.
Foi sintetizada pela primeira vez por Jerome Horwitz.